# Comuna d'Hikueru
Hikueru és una comuna de la subdivisió Tuamotu-Gambier de la Polinèsia Francesa.
La comuna d'Hikueru inclou dues comunes associades (Hikueru i Marokau) i tres atols deshabitats.
| Illes                         | Capital  | Habitants (2007) | Superfície (km²) | Llacuna (km²) | Coordenades                                |
| ----------------------------- | -------- | ---------------- | ---------------- | ------------- | ------------------------------------------ |
| Hikueru                       | Tapupati | 169              | 5,1              | 82,5          | 17° 35′ S, 142° 39′ O / 17.583°S,142.650°O |
| Reitoru                       | –        | 0                | 1,4              | 0,6           | 17° 48′ S, 143° 04′ O / 17.800°S,143.067°O |
| Tekokota                      | –        | 0                | 1                | 5,1           | 17° 19′ S, 142° 37′ O / 17.317°S,142.617°O |
| Comuna associada de Marokau ¹ |          |                  |                  |               |                                            |
| Marokau                       | Vaiori   | 99               | 14,8             | 217,5         | 18° 13′ S, 142° 10′ O / 18.217°S,142.167°O |
| Ravahere                      | –        | 0                | 1,9              | 5,1           | 18° 15′ S, 142° 10′ O / 18.250°S,142.167°O |
| Comuna d'Hikueru              | Tapupati | 268              | 70               | 310           |                                            |

1  Geogràficament formen les illes Dos Grups